# Hubert Murray Stadium
Das Hubert Murray Stadium ein Stadion in Port Moresby, Papua-Neuguinea. Es wird überwiegend für Fußball und Rugby League genutzt. 15.000 Zuschauer finden im Stadion Platz. Benannt wurde es nach Sir Hubert Murray (1861–1940), einem ehemaligen Vizegouverneur des Papua-Territoriums.